# Semipriemgetal
Een semipriemgetal, ook wel bipriemgetal of pq-getal genoemd, is een natuurlijk getal dat het product is van twee, niet noodzakelijk verschillende, priemgetallen. Er is een semipriemgetal gevonden met meer dan 49 miljoen cijfers. Het is het kwadraat van het grootste bekende priemgetal. Het kwadraat van een priemgetal is altijd een semipriemgetal, dus het grootste bekende semipriemgetal zal altijd het kwadraat zijn van het grootst bekende priemgetal. De eerste semipriemgetallen zijn:
| priemfactoren↓→ | 2 | 3 | 5  | 7  | 11 | 13 | 17 | 19 | 23 |
| --------------- | - | - | -- | -- | -- | -- | -- | -- | -- |
| 2               | 4 | 6 | 10 | 14 | 22 | 26 | 34 | 38 | 46 |
| 3               |   | 9 | 15 | 21 | 33 | 39 | 51 | 57 |    |
| 5               |   |   | 25 | 35 | 55 |    |    |    |    |
| 7               |   |   |    | 49 |    |    |    |    |    |

Op volgorde: 4, 6, 9, 10, 14, 15, 21, 22, 25, 26, 33, 34, 35, 38, 39, 46, 49, 51, 55, 57, ...

## Eigenschappen
- Het totale aantal priemfactoren voor een semipriemgetal is per definitie twee.
- Het volgt uit de hoofdstelling van de rekenkunde, dat een semipriemgetal dat geen kwadraat van een priemgetal is, geen kwadraat van een geheel getal is.
- De waarde van de indicator voor een semipriemgetal {\displaystyle n=pq} is als {\displaystyle p} en {\displaystyle q} niet dezelfde zijn:

{\displaystyle \phi (n)=(p-1)(q-1)=n-(p+q)+1}.
Als {\displaystyle p} en {\displaystyle q} hetzelfde zijn:
{\displaystyle \phi (n)=\phi (p^{2})=(p-1)p=p^{2}-p=n-p}.
- Het concept van de priemgetal-zetafunctie kan worden gebruikt bij semipriemgetallen, wat zorgt voor constanten als

{\displaystyle \sum _{\Omega (n)=2}{\frac {1}{n^{2}}}\approx 0,1407604}
{\displaystyle \sum _{\Omega (n)=2}{\frac {1}{n(n-1)}}\approx 0,17105}
{\displaystyle \sum _{\Omega (n)=2}{\frac {\ln n}{n^{2}}}\approx 0,28360}